# Hallig

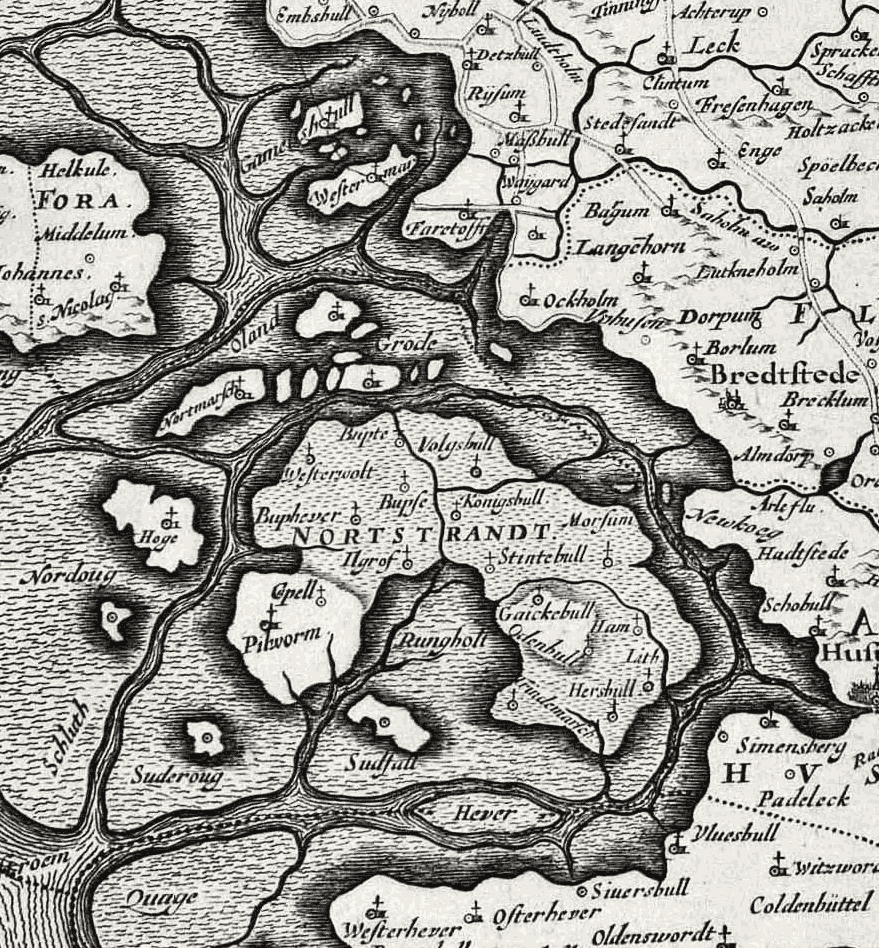
Les Halligen vers 1650 sur une carte de Johannes Mejer.

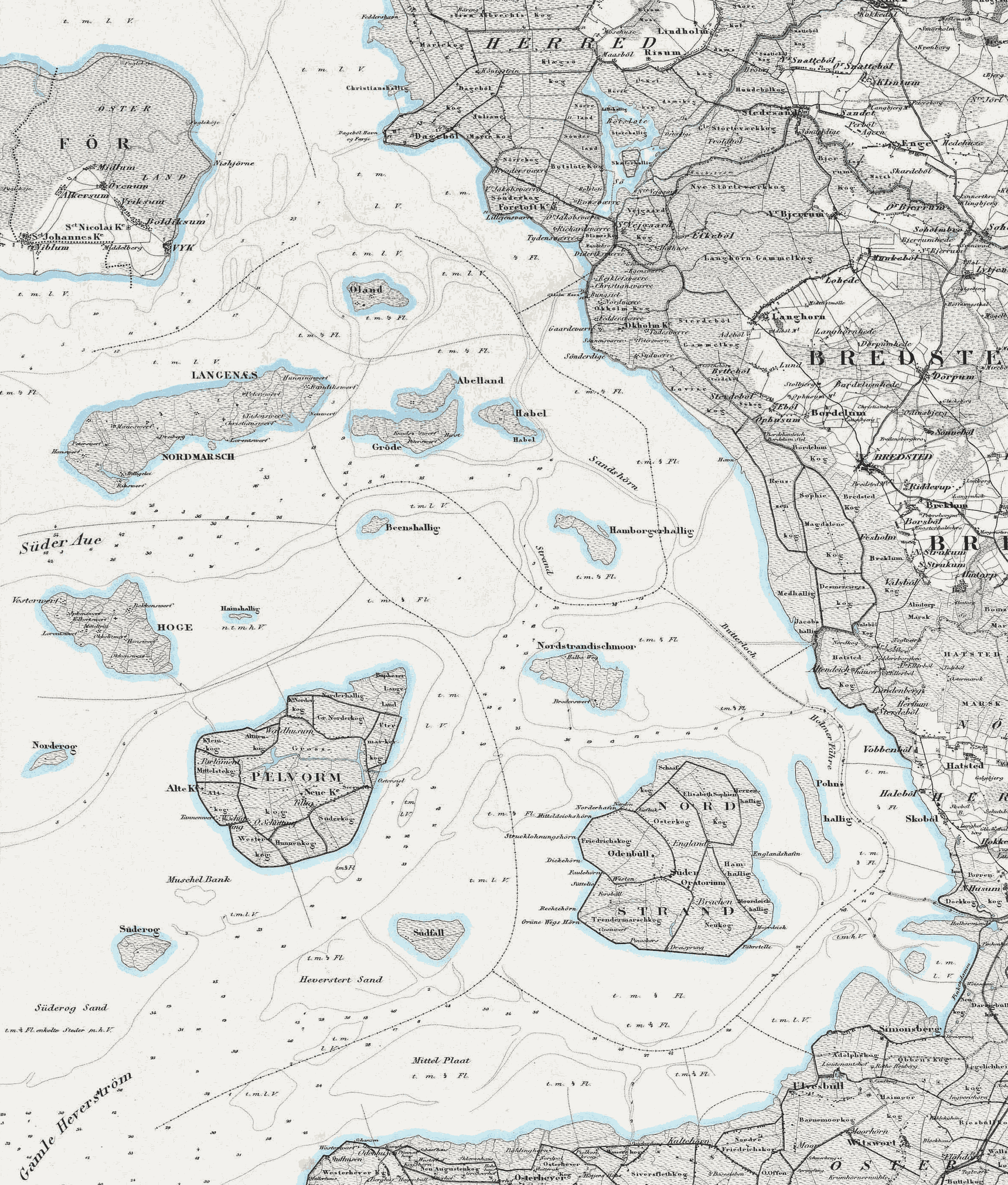
Les Halligen vers 1850.

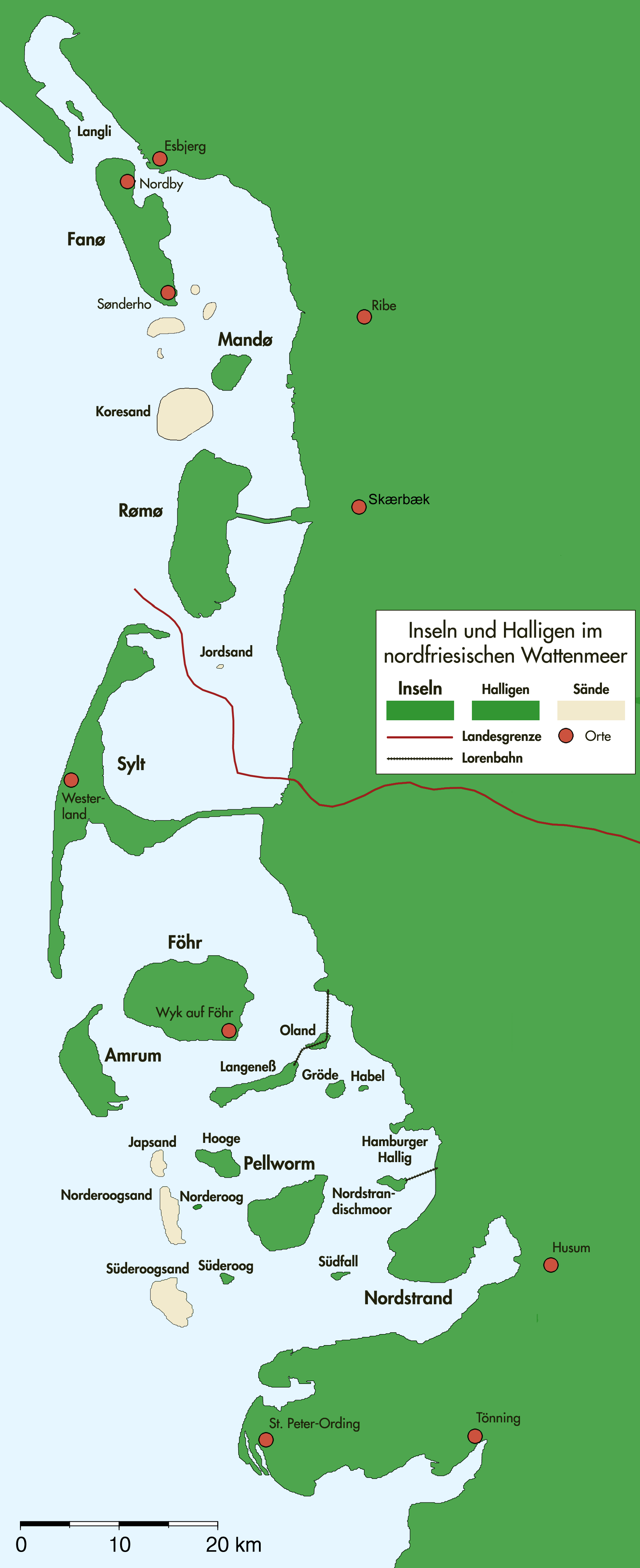
Îles de la Frise du Nord avec les Halligen (en vert foncé)

Une Hallig (pluriel Halligen), est, parmi les îles de la Frise du Nord, une petite île basse dans la mer des Wadden sans digue de protection.
Le nom est d'origine celtique, le mot hal, qui voulait dire « sel », fait référence au niveau faiblement élevé des terres souvent inondées par les marées. Ces inondations étaient beaucoup plus fréquentes au Moyen Âge car la protection côtière était moins efficace, et pour cette raison, il y a moins de Halligen aujourd'hui que pendant les siècles passés.
Les Halligen sont aujourd'hui dix îles de tourbe et de boue sans contour précis, qui sont le reste du raz-de-marée de la Saint-Marcel en 1362 qui redessina les contours de la côte, quand, un jour de janvier, un pan de continent disparu sous la tempête.
La superficie de chaque Hallig varie de 7 à 956 ha. Quelques-unes d'entre elles sont d'anciennes parties du continent qui en ont été séparées par l'action érosive conjointe de la marée et des ondes de tempête. Ces mêmes forces ont morcelé quelques grandes îles anciennes en de plus petites.
En revanche, quelques Halligen actuelles ont été formées par de petites îles rattachées entre elles par le dépôt de sédiments. Par exemple, la Hallig de Langeneß (ou Langeness) comprend une ancienne île qui portait ce nom, mais aussi deux autres dont les noms étaient Nordmarsch et Butwehl.

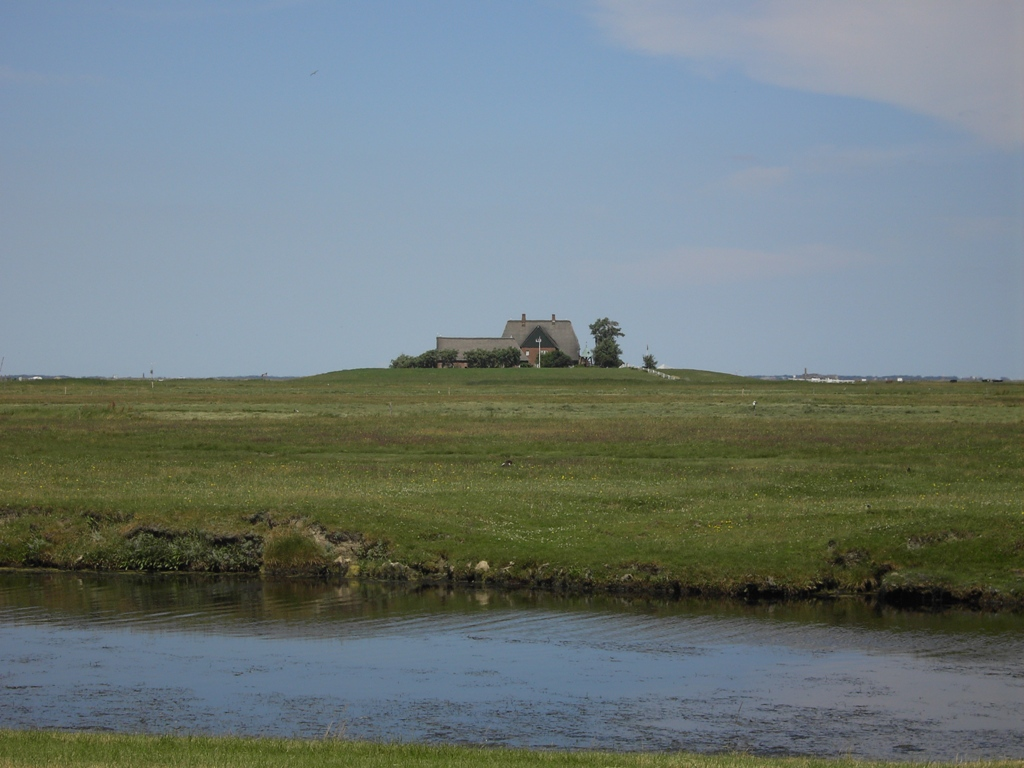
Une Warft (élévation artificielle) sur l'île de Hooge.

Les habitations et les bâtiments commerciaux sont construits sur de petites collines artificielles d'une hauteur d'un mètre (Warften en allemand) qui les protègent contre les ondes de tempête. Quelques Halligen possèdent aussi des digues de débordement.
La population des Halligen est peu nombreuse. La plupart des habitants vivent du tourisme, des activités de protection côtière, et de l'agriculture. Pour cette dernière, il s'agit surtout de l'élevage du bétail dans les prés salés fertiles, qui sont souvent inondés par la marée.
Les Halligen se trouvent dans le Parc national de la mer des Wadden du Schleswig-Holstein. Il existe une activité commerçante, particulièrement sur les îles de Nordstrandischmoor, Gröde, Oland, Langeneß et Hooge, mais elles n'en constituent pas une partie intégrante. Les plus petites, Habel, Südfall, Süderoog, Norderoog et la presqu'île Hamburger Hallig, font partie intégrante du parc national.
Les offices de tourisme et l'administration du parc proposent des promenades dans les vasières à marée basse et organisent des réunions d'information.
L'île de Mandø dans la partie danoise des îles de la Frise du Nord peut elle aussi être considérée comme une Hallig, bien qu'elle soit à une grande distance des autres, qui sont elles très proches les unes des autres. On peut atteindre Mandø à pied en traversant les vasières à marée basse, lorsqu'un chemin (l'ebbevej en danois) est émergé.

## Liste des Halligen
- Langeneß – 956 ha, 16 Warften, environ 110 habitants. Chemin de fer à voie étroite sur chaussée jusqu'à Oland.
- Mandø (Danemark) – 763 ha, ? Warften, 60 habitants. Chemin jusqu'au continent à marée basse.
- Hooge – 574 ha, 10 Warften, environ 70 habitants.
- Gröde – 277 ha, 2 Warften, une dizaine d'habitants.
- Nordstrandischmoor ; 175 ha, 4 Warften, 18 habitants. École à une salle. Chemin de fer à voie étroite sur chaussée jusqu'au continent.
- Oland – 96 ha, 1 Warft, environ 30 habitants. Chemin de fer à voie étroite sur chaussée jusqu'au continent et à Langeneß.
- Süderoog – 60 ha, 1 Warft, 2 habitants.
- Südfall – 50 ha, 1 Warft, refuge d'oiseaux.
- Hamburger Hallig – 50 ha, 2 Warften, inhabitée, auberge occupée pendant l'été, reliée au continent par une chaussée de 4 km de long et par un polder.
- Norderoog – 9 ha, pas de Warften, refuge d'oiseaux ; île gardée toute l'année.
- Habel – 7 ha, 1 Warft, inhabitée, refuge d'oiseaux, occupée pendant l'été.

## Démographie
À la fin des années 1970, les Halligen comptent 370 habitants.